# Campeonato de Suiza de Fórmula 3
El Campeonato de Suiza de Fórmula 3 es una competición de Fórmula 3 organizada por la Federación de Automovilismo Deportivo de Suiza. Se disputó entre los años 1971 y desapareció en 2008, entre 2003 hasta su finalización se llamó Copa Suiza de Fórmula 3.
Entre 1998 y 2002 se disputó la Classe B.

## Campeones
| Año  | Piloto                              | Escudería             | Coche                                           |
| ---- | ----------------------------------- | --------------------- | ----------------------------------------------- |
| 1971 | Roland Salomon                      |                       |                                                 |
| 1972 | Jo Vonlanthen                       |                       |                                                 |
| 1973 | Andreas Hängärtner                  |                       |                                                 |
| 1974 | Bandera de ?                        |                       |                                                 |
| 1975 | Gerald Pierroz                      |                       | Tecno Ford                                      |
| 1976 | Andre Chevalley                     |                       | March Ford                                      |
| 1977 | Rolf Egger                          |                       | March Toyota                                    |
| 1978 | Patrick Studer                      | Formel Rennsport Club | Chevron B43-Toyota                              |
| 1979 | Beat Blatter                        | Sauber Racing         | Lola T670-Toyota, March 783-Toyota              |
| 1980 | Jakob Bordoli                       | Jakob Bordoli         | Ralt RT1-Toyota                                 |
| 1981 | Marcel Wettstein                    | Squadra Caposcarico   | Ralt RT1-Toyota                                 |
| 1982 | Jo Zeller                           | Formel Rennsport Club | Ralt RT3/81-Toyota                              |
| 1983 | Hanspeter Kaufmann                  | Formel Rennsport Club | Ralt RT3-Alfa Romeo                             |
| 1984 | Jo Zeller                           | Formel Rennsport Club | Ralt RT3/83-Toyota                              |
| 1985 | Jakob Bordoli                       | Scuderia Calanda      | Ralt RT3-Toyota                                 |
| 1986 | Gregor Foitek                       | Squadra Foitek        | Dallara F386-VW                                 |
| 1987 | Jakob Bordoli                       | Formel Rennsport Club | Martini MK45-VW                                 |
| 1988 | Jakob Bordoli                       | Formel Rennsport Club | Martini MK52-VW                                 |
| 1989 | Jacques Isler                       | Squadra Foitek        | Dallara F388-Alfa Romeo                         |
| 1990 | Jo Zeller                           | Jo Zeller Racing      | Ralt RT34-Alfa Romeo                            |
| 1991 | Jo Zeller                           | Jo Zeller Racing      | Ralt RT34-Alfa Romeo                            |
| 1992 | Jo Zeller                           | Jo Zeller Racing      | Ralt RT35-Alfa Romeo                            |
| 1993 | Ruedi Schurter                      | KMS                   | Dallara F393-Opel                               |
| 1994 | Ruedi Schurter                      | KMS                   | Dallara F393-Opel                               |
| 1995 | Jo Zeller                           | Jo Zeller Racing      | Dallara F393-Fiat                               |
| 1996 | Norbert Zehnder                     | KMS                   | Dallara F394-Opel                               |
| 1997 | Norbert Zehnder                     | KMS                   | Dallara F394-Opel                               |
| 1998 | A: Jo Zeller -- B: Thomas Stingelin | A: Jo Zeller Racing   | A: Dallara F394-Opel -- B: Ralt RT36-Alfa Romeo |
| 1999 | A: Jo Zeller -- B: André Gauch      | A: Jo Zeller Racing   | A: Dallara F396-Opel -- B: Ralt RT36-Alfa Romeo |
| 2000 | A: Jo Zeller -- B: Andreas Bähler   | A:Jo Zeller Racing    | A: Dallara F399-Opel -- B: Dallara F394-Opel    |
| 2001 | A: Jo Zeller -- B: Jürg Felix       | A:Jo Zeller Racing    | A: Dallara F399-Opel -- B: Dallara F393-Fiat    |
| 2002 | A: Jo Zeller -- B: Bruno Huber      | A: Jo Zeller Racing   | A: Dallara F301-Opel -- B: Ralt 93C-Alfa Romeo  |

COPA SUIZA DE FORMULA 3
| Año  | Campeón          | Equipo           | Coche                 |
| ---- | ---------------- | ---------------- | --------------------- |
| 2003 | Jo Zeller        | Jo Zeller Racing | Dallara F301-Opel     |
| 2004 | Patrick Dütsch   | Jo Zeller Racing | Dallara F300 Opel     |
| 2005 | Anthony Sinopoli | GSG Racing Team  | Dallara F302 Opel     |
| 2006 | Jo Zeller        | Jo Zeller Racing | Dallara F302 Opel     |
| 2007 | Jo Zeller        | Jo Zeller Racing | Dallara F302 Opel     |
| 2008 | Jo Zeller        | Jo Zeller Racing | Dallara F306 Mercedes |

- Datos: Q2952142
- Multimedia: Swiss Formula Three Championship / Q2952142